# Episodi di Adventures of Falcon
La prima e unica stagione della serie televisiva Adventures of Falcon è andata in onda negli Stati Uniti dal 24 giugno 1954 al 17 marzo 1955 in syndication.
| nº | Titolo originale               | Prima TV USA      |
| -- | ------------------------------ | ----------------- |
| 1  | Backlash                       | 24 giugno 1954    |
| 2  | A Drug on the Market           | 30 giugno 1954    |
| 3  | Borderline Case                | 30 giugno 1954    |
| 4  | The Case of the Babbling Brook | 24 luglio 1954    |
| 5  | Double Identity                | 27 luglio 1954    |
| 6  | The Furious Lady               | 7 agosto 1954     |
| 7  | Picture in the Case            | 6 agosto 1954     |
| 8  | The Case of the Lone Hunter    | 13 agosto 1954    |
| 9  | Tangiers Finale                | 20 agosto 1954    |
| 10 | Out of All Evil                | 26 agosto 1954    |
| 11 | Decision in Red                | 3 settembre 1954  |
| 12 | Rocky's Asylum                 | 10 settembre 1954 |
| 13 | The Case of the Big Heist      | 17 settembre 1954 |
| 14 | The Case of the Deadly Welcome | 23 settembre 1954 |
| 15 | Kiss Me Not                    | 30 settembre 1954 |
| 16 | The Baby Sitter                | 7 ottobre 1954    |
| 17 | The $4.98 Buddha               | 14 ottobre 1954   |
| 18 | The Blond Bomber               | 21 ottobre 1954   |
| 19 | Murder with Hi-Fi              | 28 ottobre 1954   |
| 20 | The Guilty Stamps              | 4 novembre 1954   |
| 21 | False Faces                    | 11 novembre 1954  |
| 22 | Target                         | 18 novembre 1954  |
| 23 | The Golden Phony               | 25 novembre 1954  |
| 24 | The Paper Finger               | 2 dicembre 1954   |
| 25 | A Very Dangerous Bedfellow     | 9 dicembre 1954   |
| 26 | Invisible Destroyer            | 16 dicembre 1954  |
| 27 | The Reckoning                  | 23 dicembre 1954  |
| 28 | Eyes in My Back                | 30 dicembre 1954  |
| 29 | The Big Break                  | 6 gennaio 1955    |
| 30 | Reunion                        | 13 gennaio 1955   |
| 31 | Rare Editions                  | 20 gennaio 1955   |
| 32 | Hot Cargo                      | 27 gennaio 1955   |
| 33 | Snake Eyes                     | 3 febbraio 1955   |
| 34 | Green Means Danger             | 10 febbraio 1955  |
| 35 | Small Hotel                    | 17 febbraio 1955  |
| 36 | Dawn's Early Light             | 24 febbraio 1955  |
| 37 | Stevedore Kid                  | 3 marzo 1955      |
| 38 | The Wheel of Fortune           | 10 marzo 1955     |
| 39 | Burried Treasure               | 17 marzo 1955     |

## Backlash
- Prima televisiva: 24 giugno 1954
- Diretto da: Ralph Francis Murphy
- Scritto da: Herbert Purdom

### Trama
- Guest star: Ben Welden, Ted Hecht, Douglas Kennedy, Tetsu Komai, John Daheim, John Dierkes, Laura Mason

## A Drug on the Market
- Prima televisiva: 30 giugno 1954

### Trama
- Guest star: Kurt Katch, Greta Granstedt, Willard Sage, John Damler, Terry Frost, Fred Essler, Susan Cummings

## Borderline Case
- Prima televisiva: 30 giugno 1954

### Trama
- Guest star: Rita Corday, Harold Dyrenforth, Ivan Triesault, Raymond Greenleaf, Edward Earle, Irvin Ashkenazy

## The Case of the Babbling Brook
- Prima televisiva: 24 luglio 1954

### Trama
- Guest star: Leo Britt (ispettore Primrose), Hugh Boswell (dottore), Herbert Heyes (colonnello Logan), Paul Cavanagh (Vaughan), Barry Bernard (Alfie Brooks), Jean Willes (Christine)

## Double Identity
- Prima televisiva: 27 luglio 1954

### Trama
- Guest star:

## The Furious Lady
- Prima televisiva: 7 agosto 1954

### Trama
- Guest star:

## Picture in the Case
- Prima televisiva: 6 agosto 1954

### Trama
- Guest star:

## The Case of the Lone Hunter
- Prima televisiva: 13 agosto 1954

### Trama
- Guest star:

## Tangiers Finale
- Prima televisiva: 20 agosto 1954

### Trama
- Guest star:

## Out of All Evil
- Prima televisiva: 26 agosto 1954

### Trama
- Guest star:

## Decision in Red
- Prima televisiva: 3 settembre 1954

### Trama
- Guest star:

## Rocky's Asylum
- Prima televisiva: 10 settembre 1954

### Trama
- Guest star:

## The Case of the Big Heist
- Prima televisiva: 17 settembre 1954

### Trama
- Guest star:

## The Case of the Deadly Welcome
- Prima televisiva: 23 settembre 1954

### Trama
- Guest star:

## Kiss Me Not
- Prima televisiva: 30 settembre 1954

### Trama
- Guest star:

## The Baby Sitter
- Prima televisiva: 7 ottobre 1954

### Trama
- Guest star:

## The $4.98 Buddha
- Prima televisiva: 14 ottobre 1954

### Trama
- Guest star:

## The Blond Bomber
- Prima televisiva: 21 ottobre 1954

### Trama
- Guest star:

## Murder with Hi-Fi
- Prima televisiva: 28 ottobre 1954

### Trama
- Guest star:

## The Guilty Stamps
- Prima televisiva: 4 novembre 1954

### Trama
- Guest star:

## False Faces
- Prima televisiva: 11 novembre 1954

### Trama
- Guest star:

## Target
- Prima televisiva: 18 novembre 1954

### Trama
- Guest star:

## The Golden Phony
- Prima televisiva: 25 novembre 1954

### Trama
- Guest star:

## The Paper Finger
- Prima televisiva: 2 dicembre 1954

### Trama
- Guest star:

## A Very Dangerous Bedfellow
- Prima televisiva: 9 dicembre 1954

### Trama
- Guest star:

## Invisible Destroyer
- Prima televisiva: 16 dicembre 1954

### Trama
- Guest star:

## The Reckoning
- Prima televisiva: 23 dicembre 1954

### Trama
- Guest star:

## Eyes in My Back
- Prima televisiva: 30 dicembre 1954

### Trama
- Guest star:

## The Big Break
- Prima televisiva: 6 gennaio 1955

### Trama
- Guest star:

## Reunion
- Prima televisiva: 13 gennaio 1955

### Trama
- Guest star:

## Rare Editions
- Prima televisiva: 20 gennaio 1955

### Trama
- Guest star:

## Hot Cargo
- Prima televisiva: 27 gennaio 1955

### Trama
- Guest star:

## Snake Eyes
- Prima televisiva: 3 febbraio 1955

### Trama
- Guest star:

## Green Means Danger
- Prima televisiva: 10 febbraio 1955

### Trama
- Guest star:

## Small Hotel
- Prima televisiva: 17 febbraio 1955

### Trama
- Guest star:

## Dawn's Early Light
- Prima televisiva: 24 febbraio 1955

### Trama
- Guest star:

## Stevedore Kid
- Prima televisiva: 3 marzo 1955

### Trama
- Guest star:

## The Wheel of Fortune
- Prima televisiva: 10 marzo 1955

### Trama
- Guest star:

## Burried Treasure
- Prima televisiva: 17 marzo 1955

### Trama
- Guest star: